# Рибальське (Миргородський район)
Риба́льське —  село в Україні, в Миргородській міській громаді Миргородського району Полтавської області. Населення становить 161 осіб. Колишній орган місцевого самоврядування — Гаркушинська сільська рада.

## Географія
Село Рибальське знаходиться на лівому березі річки Хорол, вище за течією на відстані 1 км розташоване село Гаркушинці, нижче за течією на відстані 1 км розташоване село Петрівці, на протилежному березі - села Єрки та Ярмаки. Річка в цьому місці звивиста, утворює лимани, стариці та заболочені озера. Поруч проходить автомобільна дорога Т 1715.